# Бои при Ново-Алексинце — Лопушно
Бои при Ново-Алексинце — Лопушно (нем. Die Gefechte bei Nowo Aleksiniec — Lopuszno) — бои 7-го корпуса 11-й русской армии за удержание захваченных позиций 2-й австро-венгерской армии, шедшие с 21 октября по 3 ноября 1915 года севернее Тарнополя.

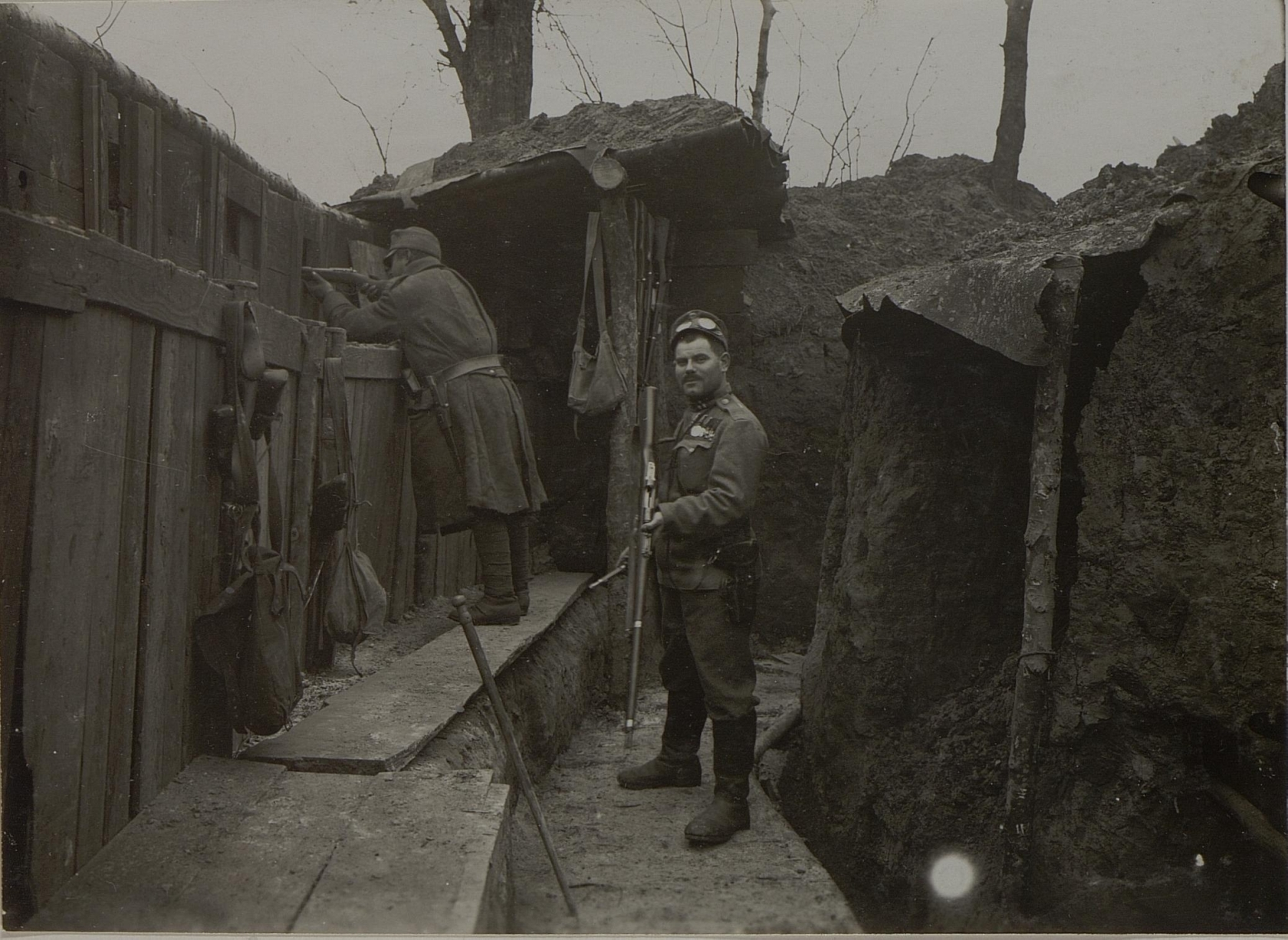
Позиция австро-венгерских войск возле Лопушно. Январь 1916 г.

В третью неделю октября 1915 года командующий 2-й австро-венгерской армией генерал от кавалерии Бём-Эрмоли намеревался отбросить русских обратно через реку Икву. Однако именно в это время русские развернули активную деятельность перед 5-м корпусом и помешали осуществлению запланированного наступления.
Рано утром 21 октября 7-й русский корпус (13-я и 34-я пехотные дивизии) генерала от инфантерии Э. В. Экка при поддержке войск 6-го корпуса (16-я пехотная дивизия) атаковал правый фланг 2-й австро-венгерской армии. Русские несколькими волнами атаковали 5-й корпус фельдмаршал-лейтенанта Гольи между Ново-Алексинцем и Ростоками. Севернее Ново-Алексинца, после интенсивной огневой подготовки, около девяти часов утра они прорвали позиции 43-й дивизии. 33-я пехотная дивизия 4-го корпуса, располагавшаяся справа и испытывавшая сильное давление со стороны русских атак с северо-запада Ново-Алексинца, отвела свой находившийся под угрозой левый фланг. 34-я пехотная дивизия Краусса, также подверглась сильному натиску русских на высотах к востоку и юго-востоку от Лопушно, но попыталась помочь 43-й дивизии своим правым крылом. Только постоянно усиливающийся фланговый охват со стороны русских сделал невозможным наступление 34-й пехотной дивизии на правом фланге. К полдню на фронте между остатками 43-й пехотной дивизии в Загорье и сильно ослабленной 34-й пехотной дивизией на восточной окраине Чёрного Леса образовался широкий разрыв. К вечеру 21 октября 5-й корпус потерял 7500 человек. Русские заняли позиции на холме к востоку от Лопушно, в Волице и в лесистых районах к востоку от Панасовки и очень неуверенно продвигались на запад в течение полудня.
Бём-Эрмоли стал срочно стягивать к месту прорыва все имевшиеся в его распоряжении войска. 22 октября удалось осуществить без помех подготовку к контрудару, поскольку русские больше не продолжали наступление.
На следующий день, 23 октября, в 7:30 утра командир ударной группы Косак сосредоточил огонь своих батарей на занятых русскими высотах к востоку от Лопушно. В 8 часов утра, всего через полчаса после начала артиллерийского обстрела, подразделения 27-й, 29-й и 34-й пехотных дивизий и ударная группа Косака, сформированная из 51-й стрелковой бригады, пошли в атаку. Однако к 9 часам утра продвижение застопорилось по всему фронту атаки; на правом фланге наступающие попали под сильный огонь русских пулеметов перед лесным массивом на краю холма. Тем временем наступили сумерки. Поскольку дальнейшая атака изнуренных войск в темноте не обещала успеха, Косак отменил атаку.
Через день, утром 25 октября австрийцы снова атаковали. 51-я стрелковая бригада атаковала из леса у Чёрного Леса, но была отбита огнем русских пулеметов, спрятанных в лесу у Лопушно. 29-я пехотная дивизия была прижата фланговым огнем русской артиллерии с высот к северу от Волицы.
Бём-Эрмоли убедился, что русские, оставшиеся на высотах между Ново-Алексинцем и Волицей, могут представлять постоянную угрозу для 5-го корпуса, и поэтому 27-го числа отдал Голье приказ отбить хребет, который проходил к западу от русско-австрийской границы (между Панасовкой и Волицей). В результате была сформирована ударная группа генерал-майора Йордана-Розвадовского, около 10 000 штыков, которая при поддержке около 90 орудий всех калибров должна была атаковать на фронте шириной около 3 км и всего в нескольких сотнях шагов от своей цели. Группа Косака и 4-й корпус должны были отвлечь внимание русских от подготовки к наступлению небольшими вылазками.
2 ноября, в 12 часов дня, начался обстрел русского фронта артиллерией из орудий крупного калибра. Перешедшие в атаку подразделения 43-й дивизии приблизились к лесу перед Волицей, но, обстреливаемые противником, залегли перед русской колючей проволокой. Стрелки 51-й бригады атаковали позиции русских на северо-западной оконечности Верещакского леса, но также не добились успеха и к концу дня окопались в открытых полях или укрылись в остатках траншей. Попытки отдельных рот ночью штурмовать лес у Волицы провалились. Голья отдал приказ продолжить атаки на следующий день.
3 ноября, в середине дня, российская артиллерия открыла ответный сильный огонь и накрыла плотно заполненные штурмовые траншеи 43-й дивизии, понесшей значительные потери. Когда австрийцы поднялись из окопов, чтобы пойти в атаку, то на отдельных участках были встречены русскими контратаками, на других — понесли значительные потери и залегли перед колючей проволокой. Безрезультатные для наступающих бои продолжались до вечера. Австрийское командование, потеряв надежду на успех, прекратило наступление. В ночь на 4 ноября обескровленные части были отведены на исходные позиции. Потери составили от 25 до 50% л/с.
В делах с 20 по 22 октября (с 2 по 4 ноября) 7-й армейский корпус генерала Экка захватил 285 офицеров, 14 590 нижних чинов, 2 орудия, 8 минометов и 48 пулеметов. 